# Лауласмаа
Ла́уласмаа (эст. Laulasmaa) — деревня в волости Ляэне-Харью уезда Харьюмаа, Эстония.
До административной реформы местных самоуправлений Эстонии 2017 года входила в состав волости Кейла (упразднена).

## География и описание
Расположена в 22 км к западу от Таллина, на берегу залива Лахепере. Граничит с деревнями Лохусалу,  Кяэсалу и Клоогаранна и посёлком Кейла-Йоа. Высота над уровнем моря — 24 метра.
В прибрежной зоне деревни находится часть природного парка Лауласмаа.
На побережье Лауласмаа находится песчаный утёс высотой 4—5 м, на котором растут песчаные сосны причудливых форм. На берегу также местами много шиповника. Ближе к деревне Лохусалу находятся большие эрратические валуны.
Климат умеренный. Официальный язык — эстонский. Почтовый индекс — 90105..

## Население
По данным переписи населения 2021 года, в Лауласмаа проживали 789 человек, из них 715 (90,7 %) — эстонцы.
По данным переписи населения 2011 года, в деревне проживали 627 человек, из них 582 (92,8 %) — эстонцы.
Численность населения деревни Лауласмаа по данным переписей населения:
| Год  | 1959 | 1970  | 1979  | 1989  | 2000  | 2011  | 2021  |
| ---- | ---- | ----- | ----- | ----- | ----- | ----- | ----- |
| Чел. | 62   | ↗ 224 | ↘ 103 | ↗ 148 | ↗ 280 | ↗ 627 | ↗ 789 |

## История
В источниках 1583–1589 годов упоминается Laolaskme, 1591 года — Laulasken, XVII века — Laulasmeh (деревня). О деревне Лауласмаа упоминается с 1696 года.
В шведские времена здесь находилась маленькая деревня Лаурласкаммабю (Laurlaskammaby, впервые упоминается в 1615 году), kuhu XVIII saj II poolel rajati mõis.
На территории деревни находились две мызы: рыцарская мыза Велленгоф (нем. Wellenhof, Кылтсу, эст. Kõltsu mõis) и побочная мыза Лауласма (нем. Laulasma, Лауласмаа, эст. Laulasmaa mõis).
Мыза Лауласмаа упоминается в официальных документах с 1697 года. Она принадлежала мызе Летц (нем. Leetz, Леэтсе, эст. Leetse mõis) и была отделена от неё в 1787 году. Сменила множество владельцев, в числе которых был Григорий Волконский (владелец мызы Фалль), барон Курт Ферзен (Kurt Konstantin Ernst Fersen), Фердинанд Мореншильд (Ferdinand Theodor Alexander Karl von Mohrenschildt) и др. В ходе земельной реформы 1919 года мыза была национализирована. Одноэтажное деревянное главное здание мызы не сохранилось.
На военно-топографических картах Российской империи (1846–1863 годы), в состав которой входила Эстляндская губерния, обозначены и деревня Лауласма, и мыза Лауласма.
В начале XX века в Лауласмаа начали строить дачи, и с 1930-х годов она стала популярным местом летнего отдыха. В 1977 году Лауласмаа получила официальный статус деревни, до этого была поселением. В 1913 году в Лауласмаа стали предлагать лечебные ванны, для этого был построен ванный корпус. Основными пациентами были обеспеченные жители Таллина. Строения того времени не сохранились.

## Инфраструктура

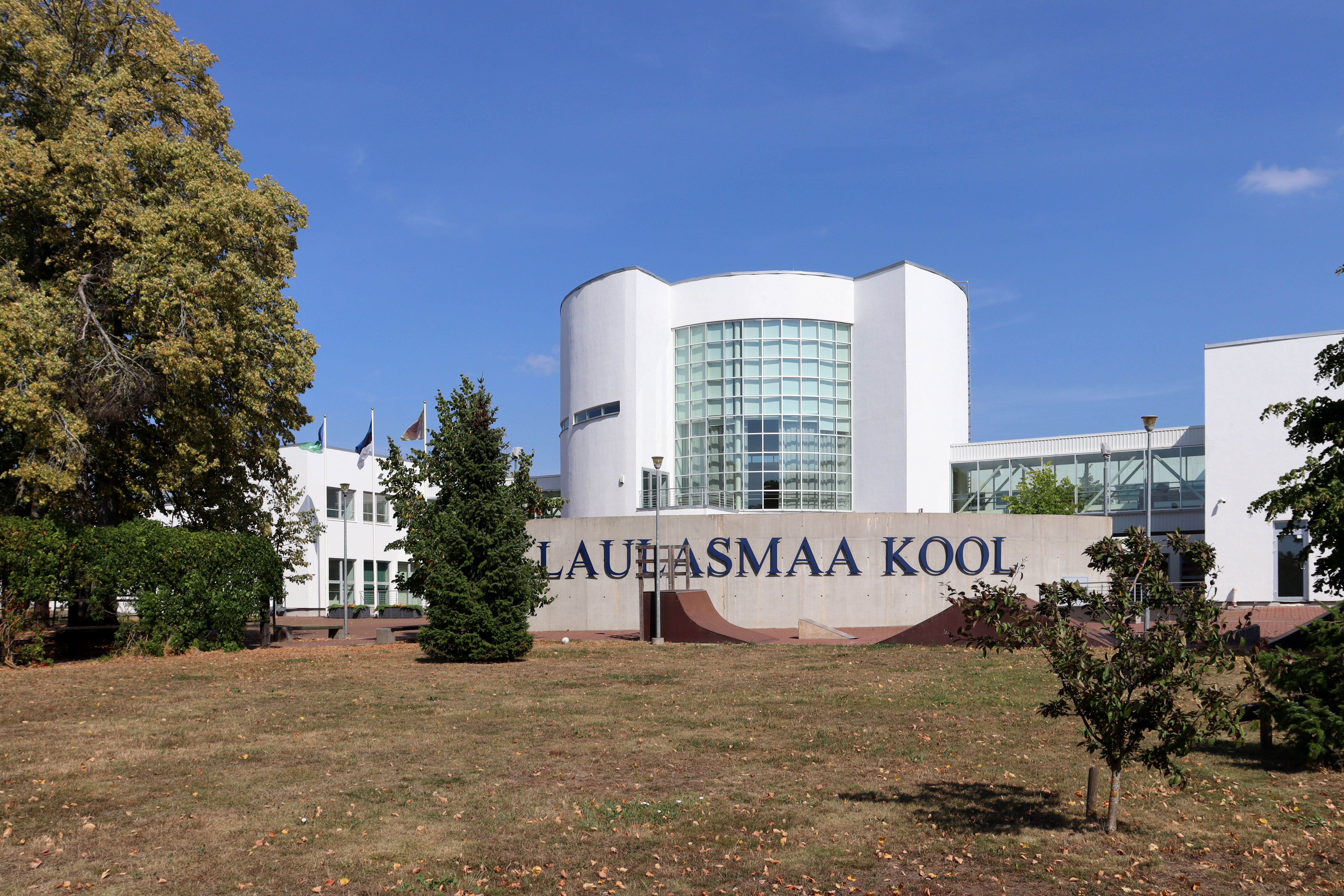
Школа Лауласмаа

В Лауласмаа есть основная школа и библиотека. С 2017 года в структуру школы Лауласмаа вошли: школы Клоога и Лехола и детские сады Лауласмаа, Клоога и Лехола
В деревне работают база отдыха «Лауласмяэ» (эст. «Laulasmäe puhkebaas»), рекреационный центр «Лауласмаа Сиде» (эст. «Laulasmaa Side»), молодёжный лагерь «КутиМути» (эст. Noortelaager «KutiMuti»), гостевые дома, продуктовые магазины торговой сети «Selver» и «Meie toidukaubad», несколько кафе и множество садоводческих товариществ. Есть серферный клуб, площадка для диск-гольфа и детская площадка. В 2011 году открылся обновлённый спа-центр «Laulasmaa spaa».

## Достопримечательности

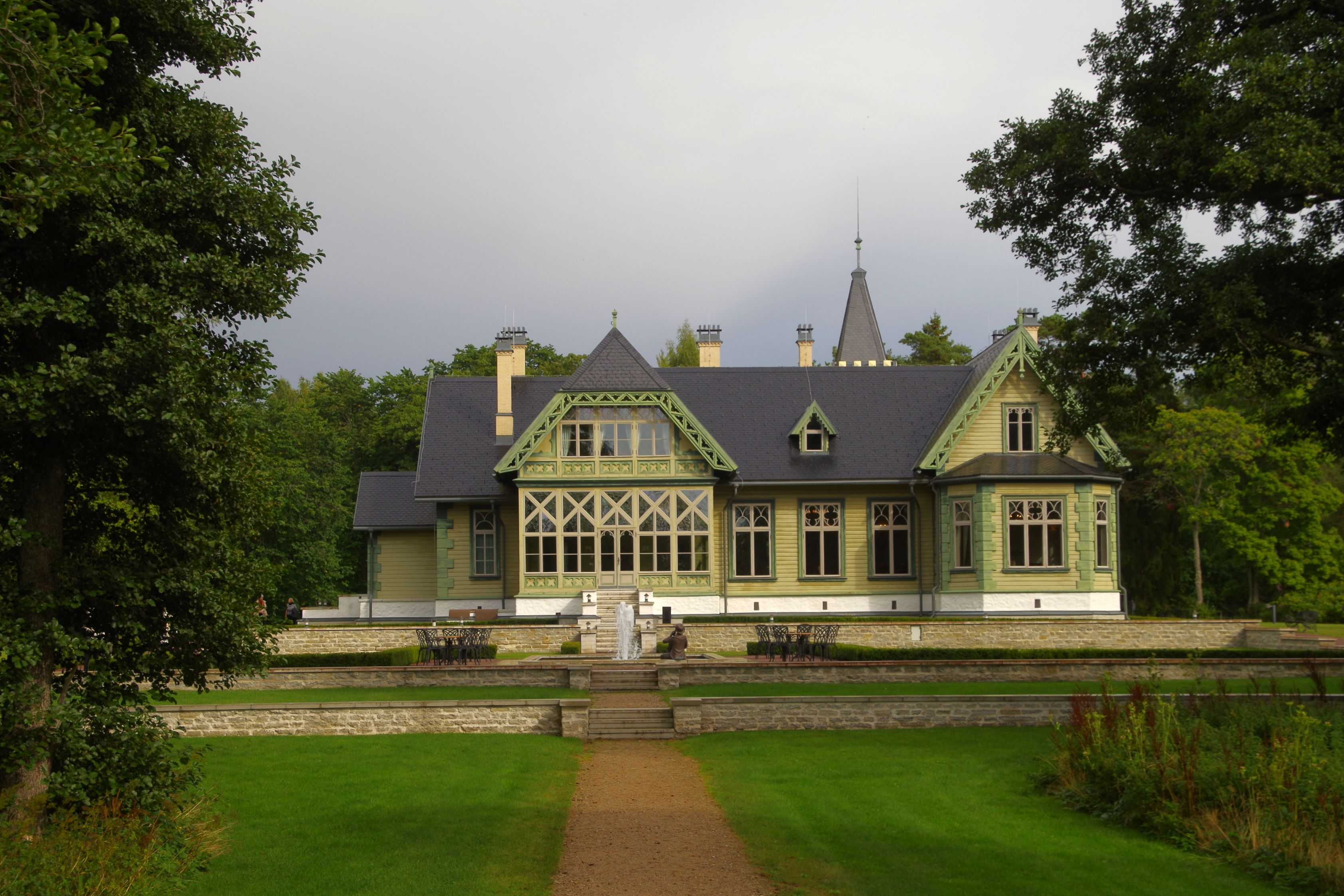
Главное здание мызы Велленгоф (Кылтсу)

В Лауласмаа сохранилось главное здание мызы Кылтсу (Велленгоф) и мызный парк. Являются памятниками культуры.
В деревне находится Центр Арво Пярта (адрес: Kellasalu tee 3). Его основателем является сын Арво Пярта — Микаэль Пярт (Michael Pärt). Центр является одновременно исследовательским учреждением, музыкальным центром, музеем и архивом композитора.

## Происхождение топонима
Согласно народным преданиям, название деревни произошло от «поющих» песков (laulasmaa → laulev maa, с эст. «поющая земля»). Во время прогулки по пляжу иногда можно услышать своеобразные тихие звуки, которые возникают при ходьбе по песку. Такие звуки также может вызывать ветер. Причиной этого считаются электрические явления в песке.
На карте второй половины XVII века обозначены две деревни: юго-западная, на побережье — Лаудлас (Laudlas) и северо-западная, дальше от берега — Лауласмех (Laulasmeh). Языковеды Института эстонского языка считают, что первый топоним — это слитное название, которое произошло от слов ‘laid : lao’ («маленький остров») и ‘osisest laskama’ («отпустить с крючка»). Значение второго топонима неясно, возможно, оно связано с эстонским словом ‘laasmaa’ («расчищенный от леса луг»).

## Галерея

Деревня Лауласмаа
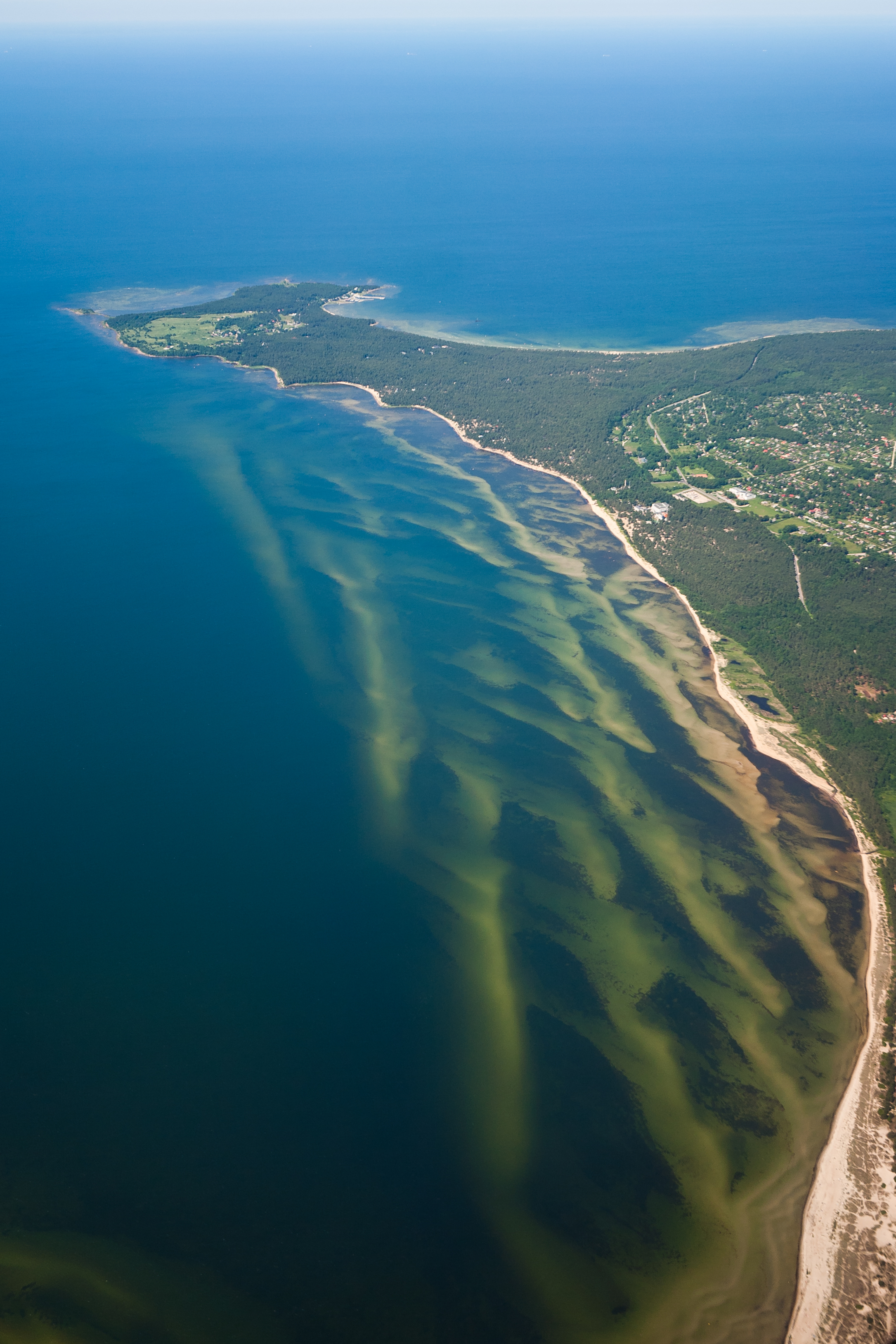
Деревня с воздуха
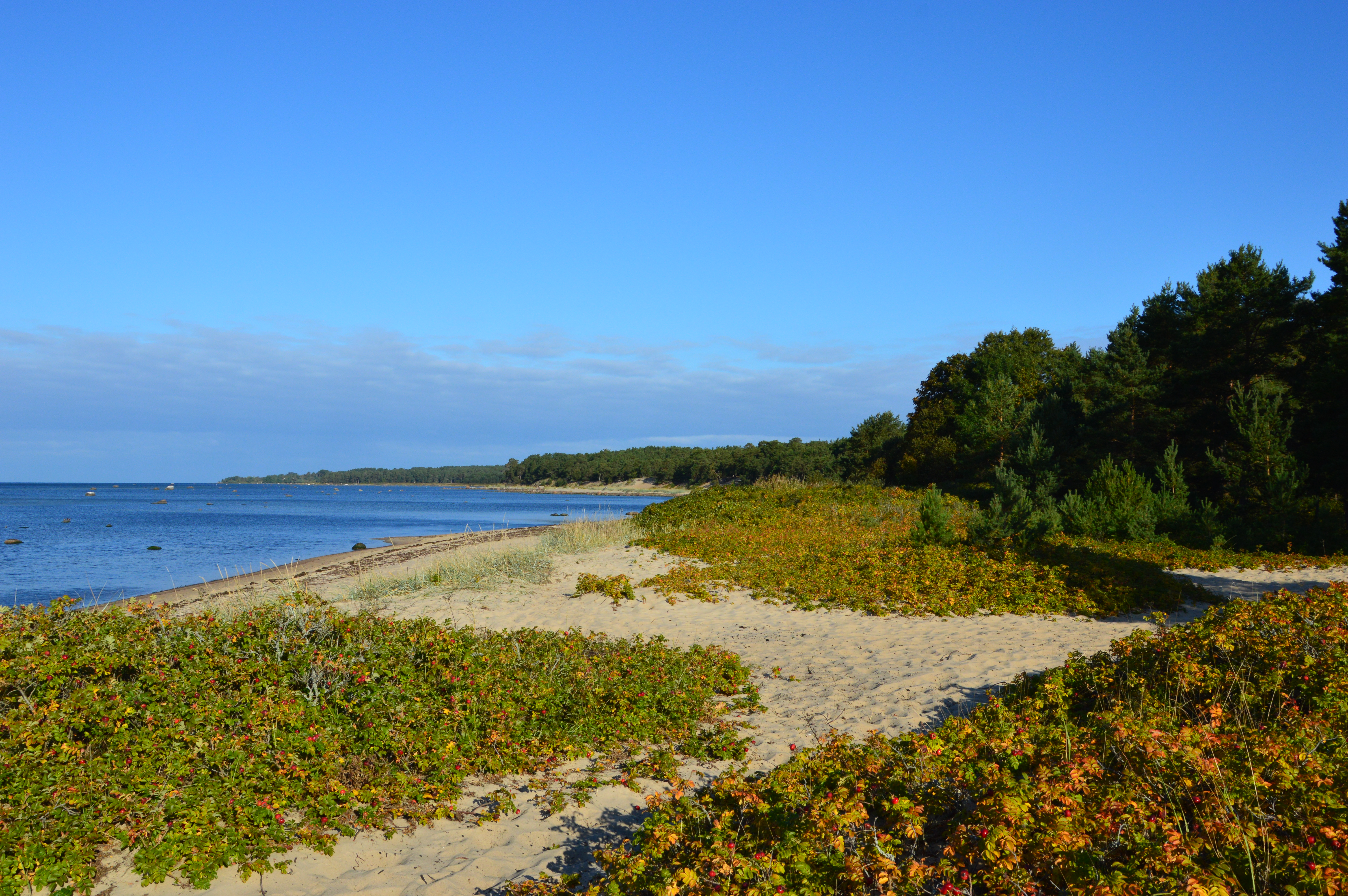
Берег моря
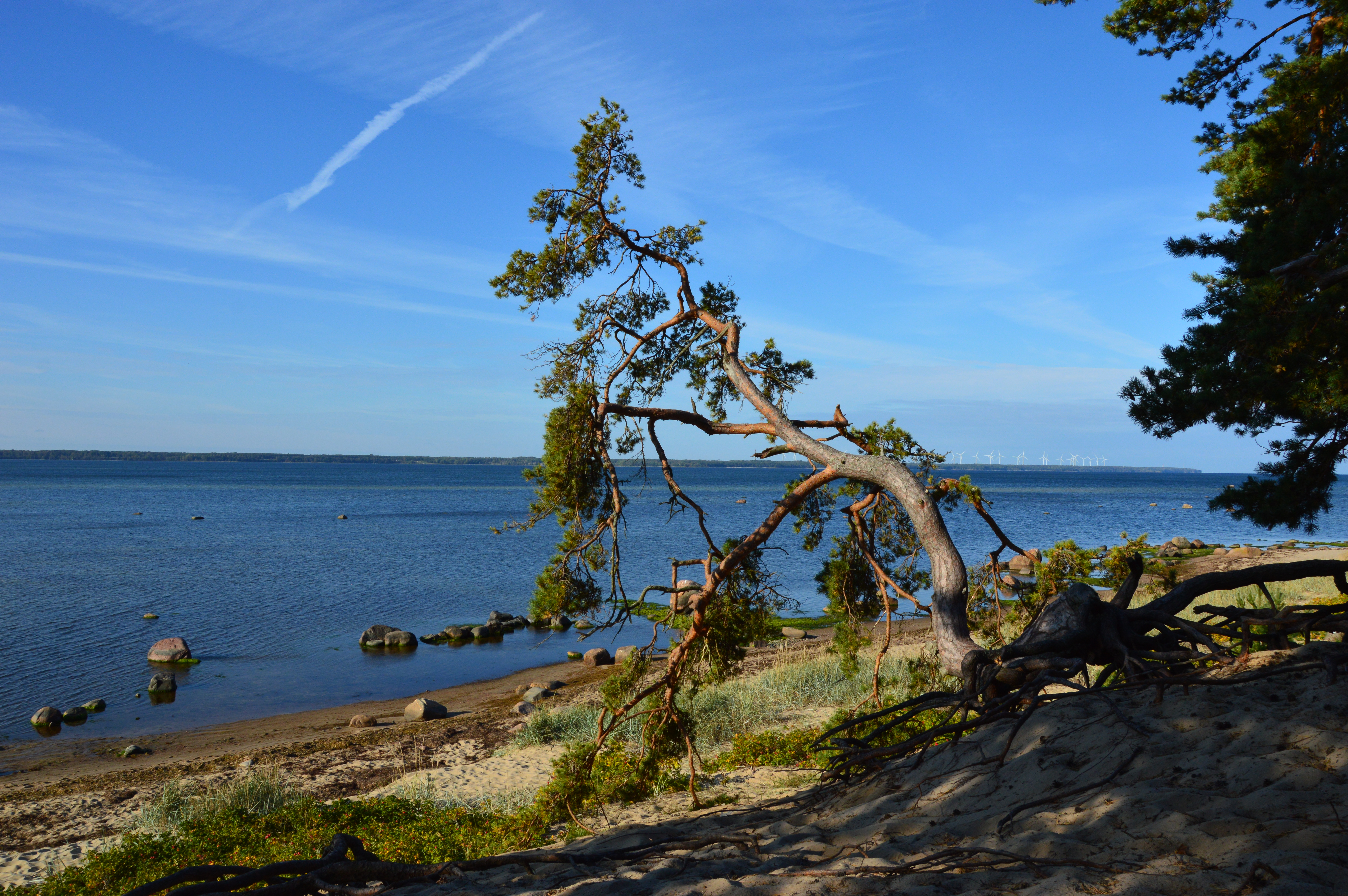
Песчаная сосна
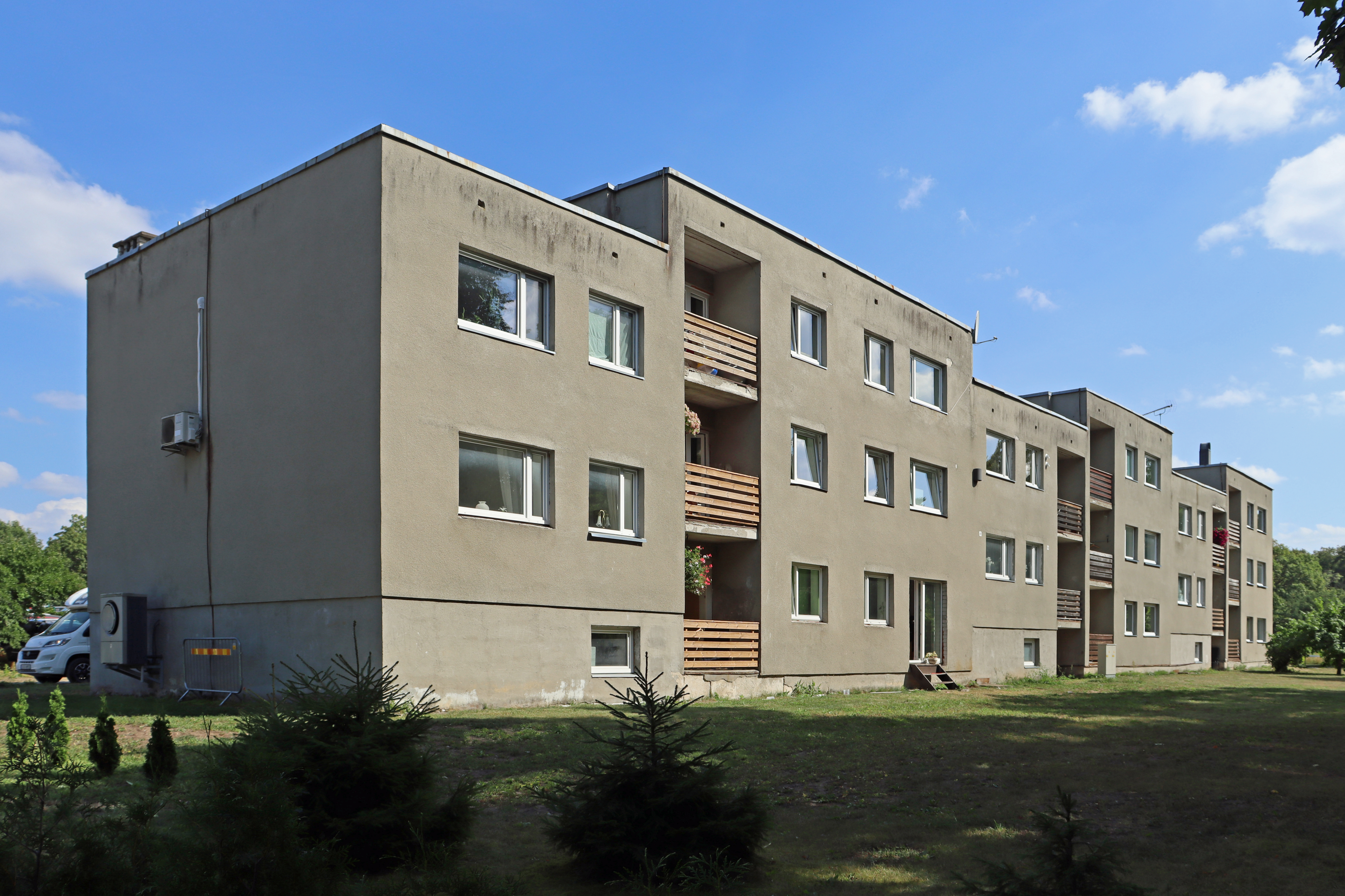
Жилой дом
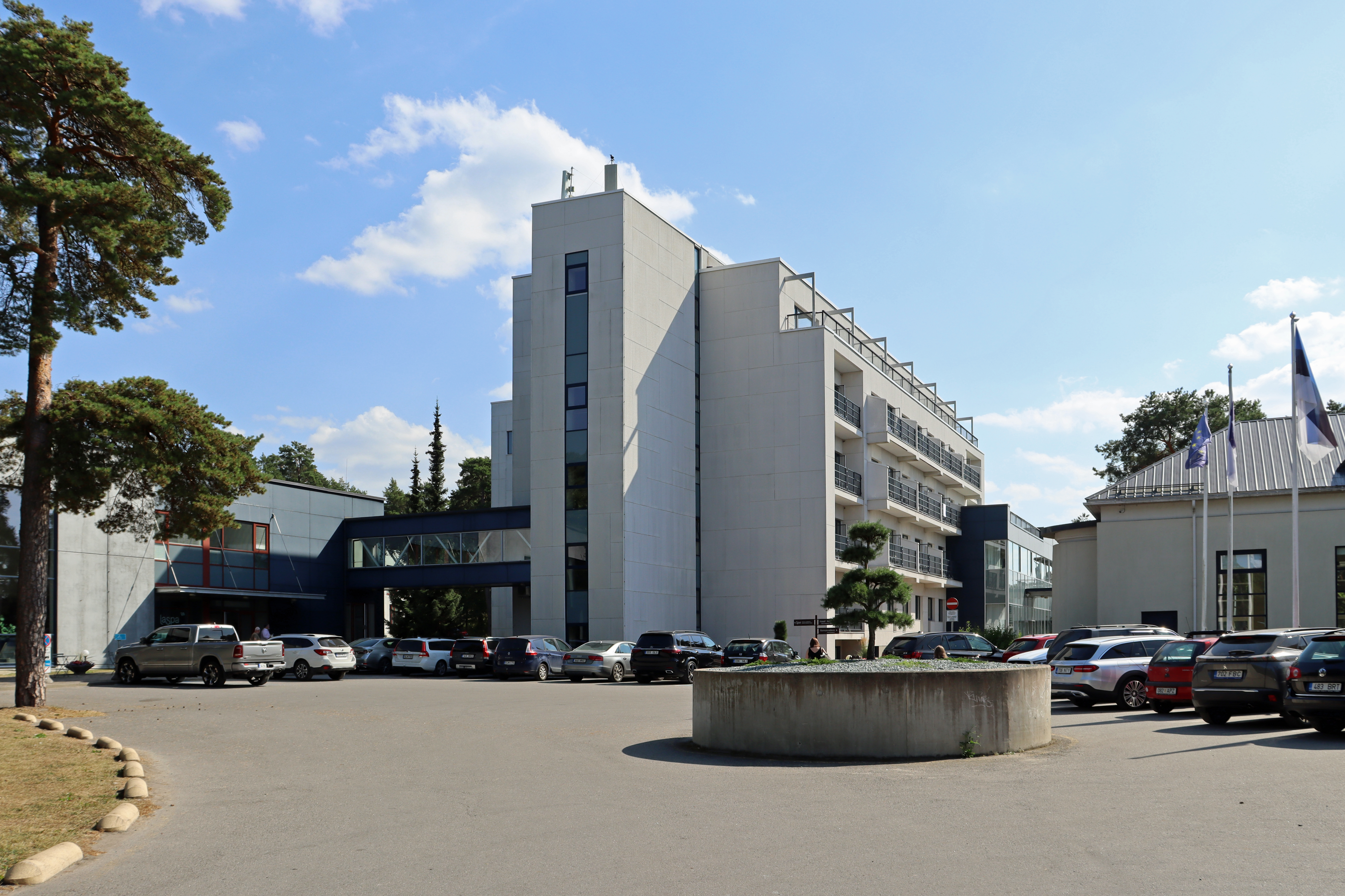
Спа-отель «Лауласмаа»
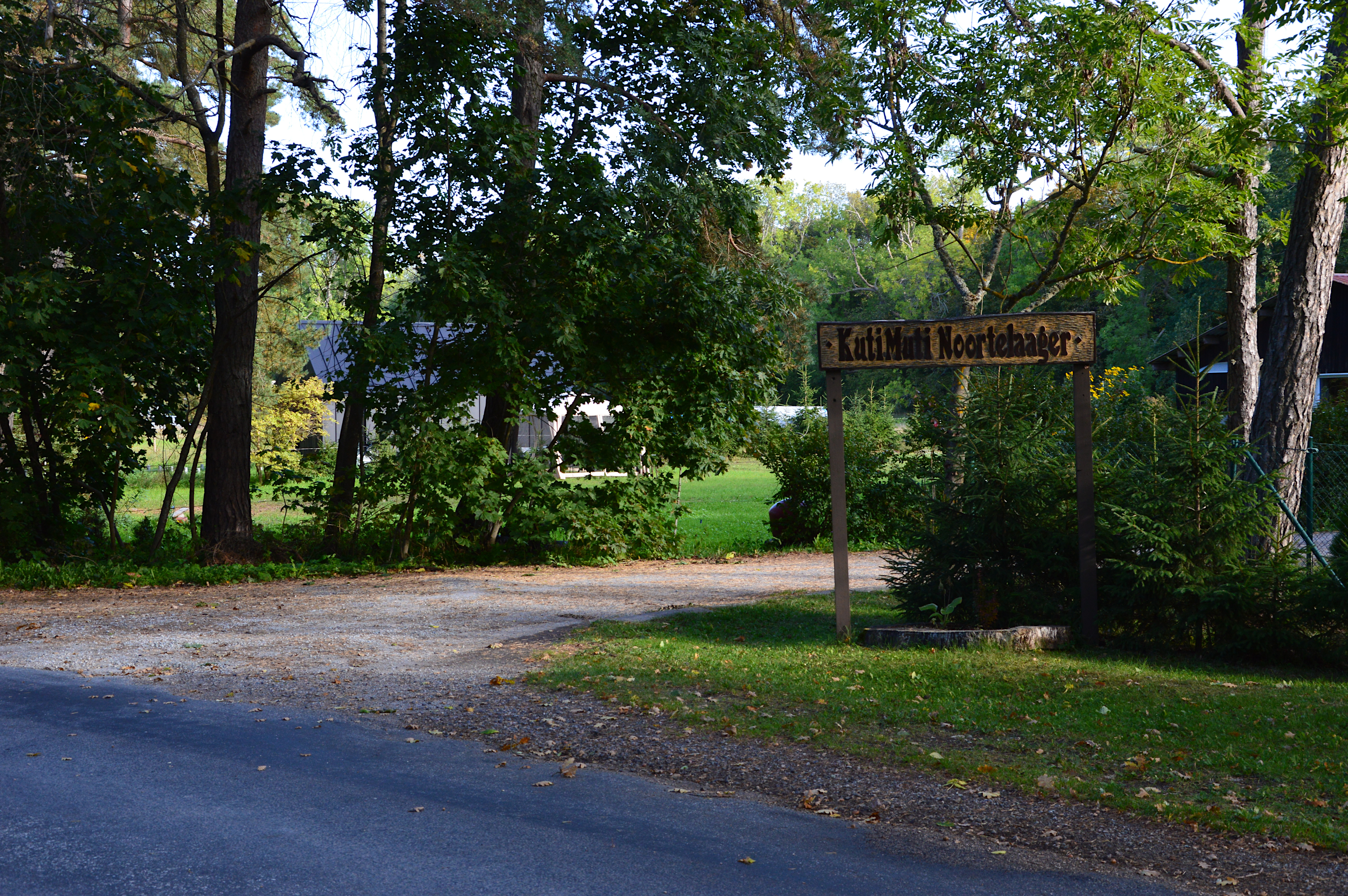
Молодёжный лагерь «КутиМути»
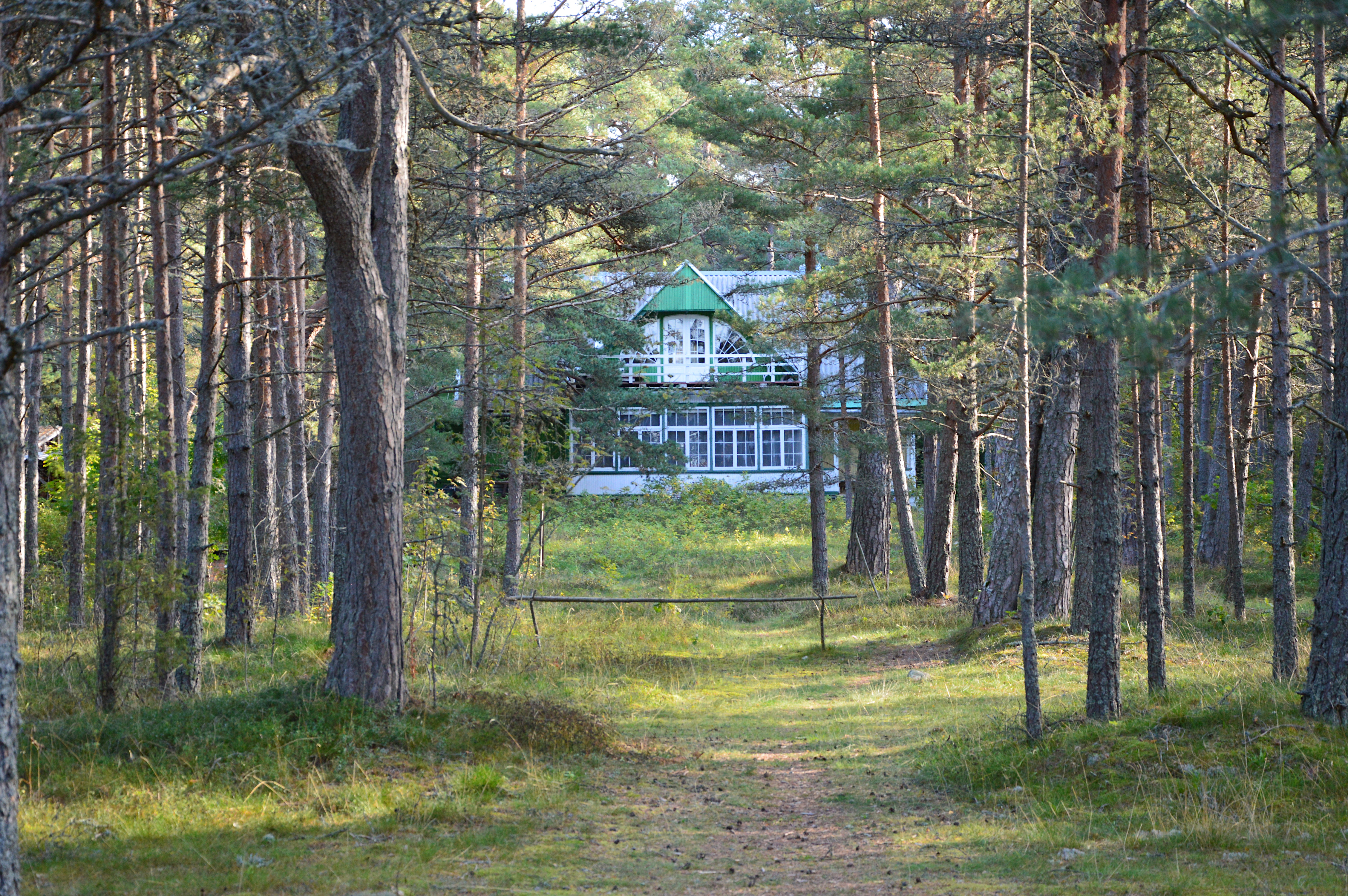
Дача в сосновом лесу
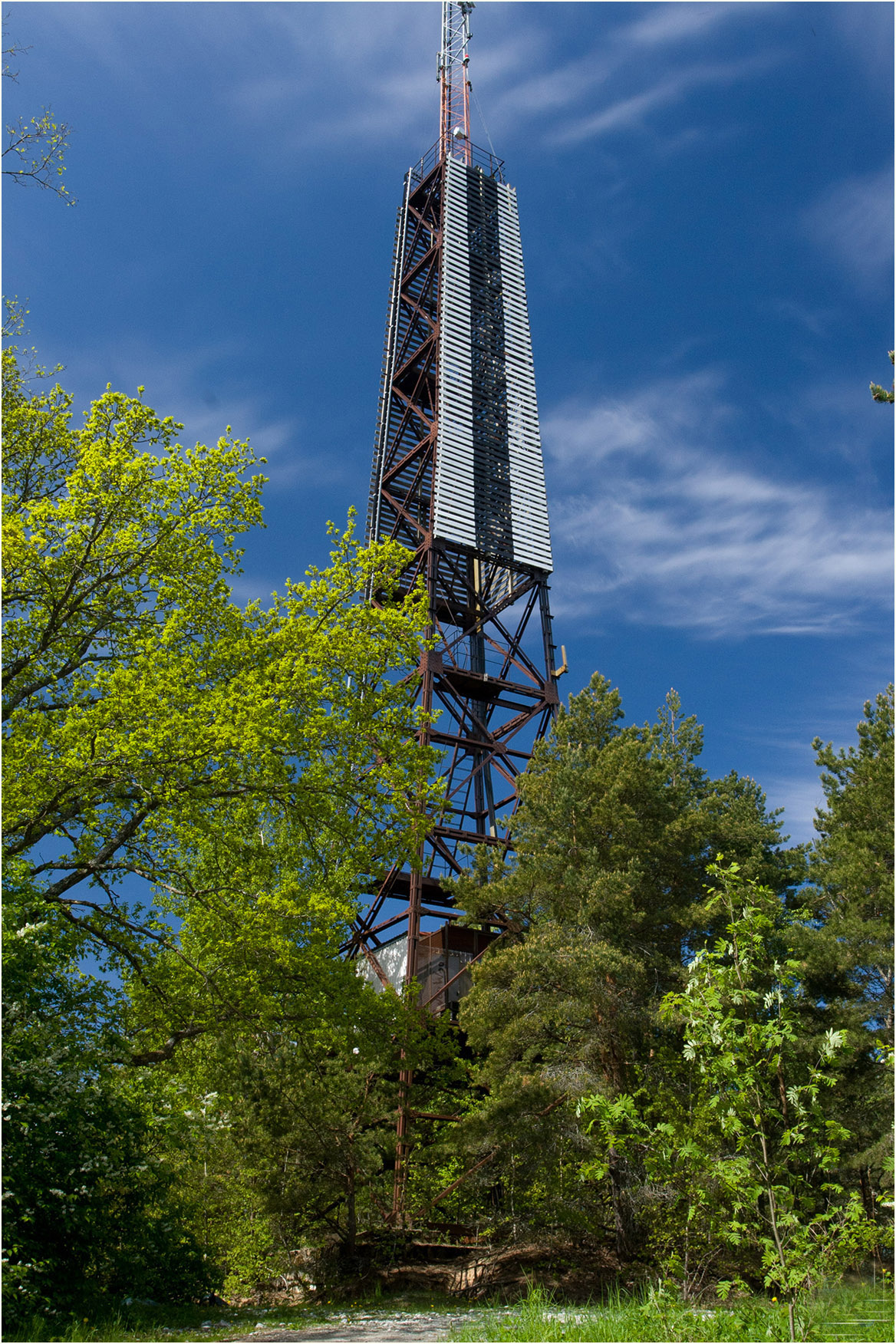
Дневной знак
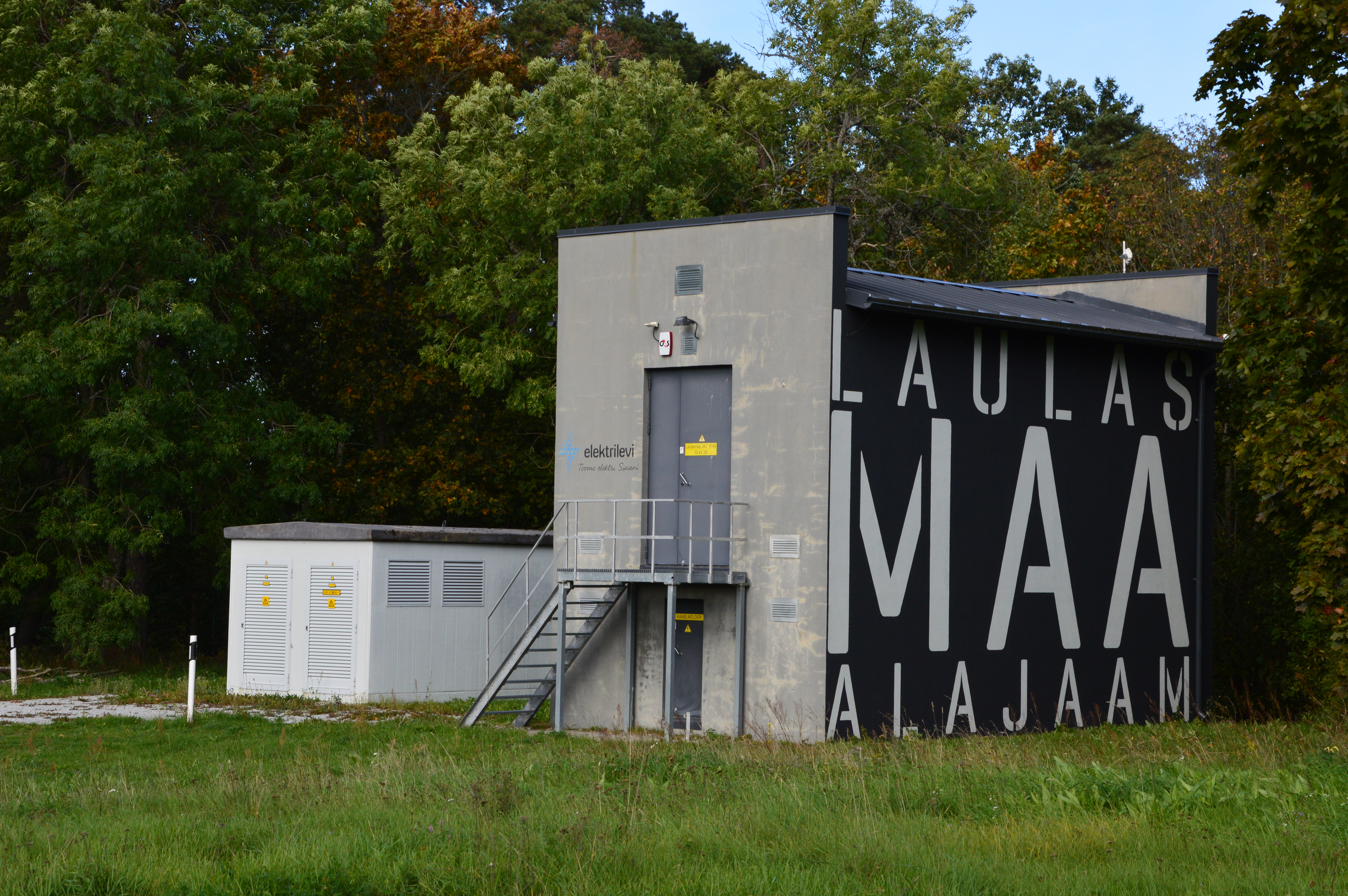
Подстанция
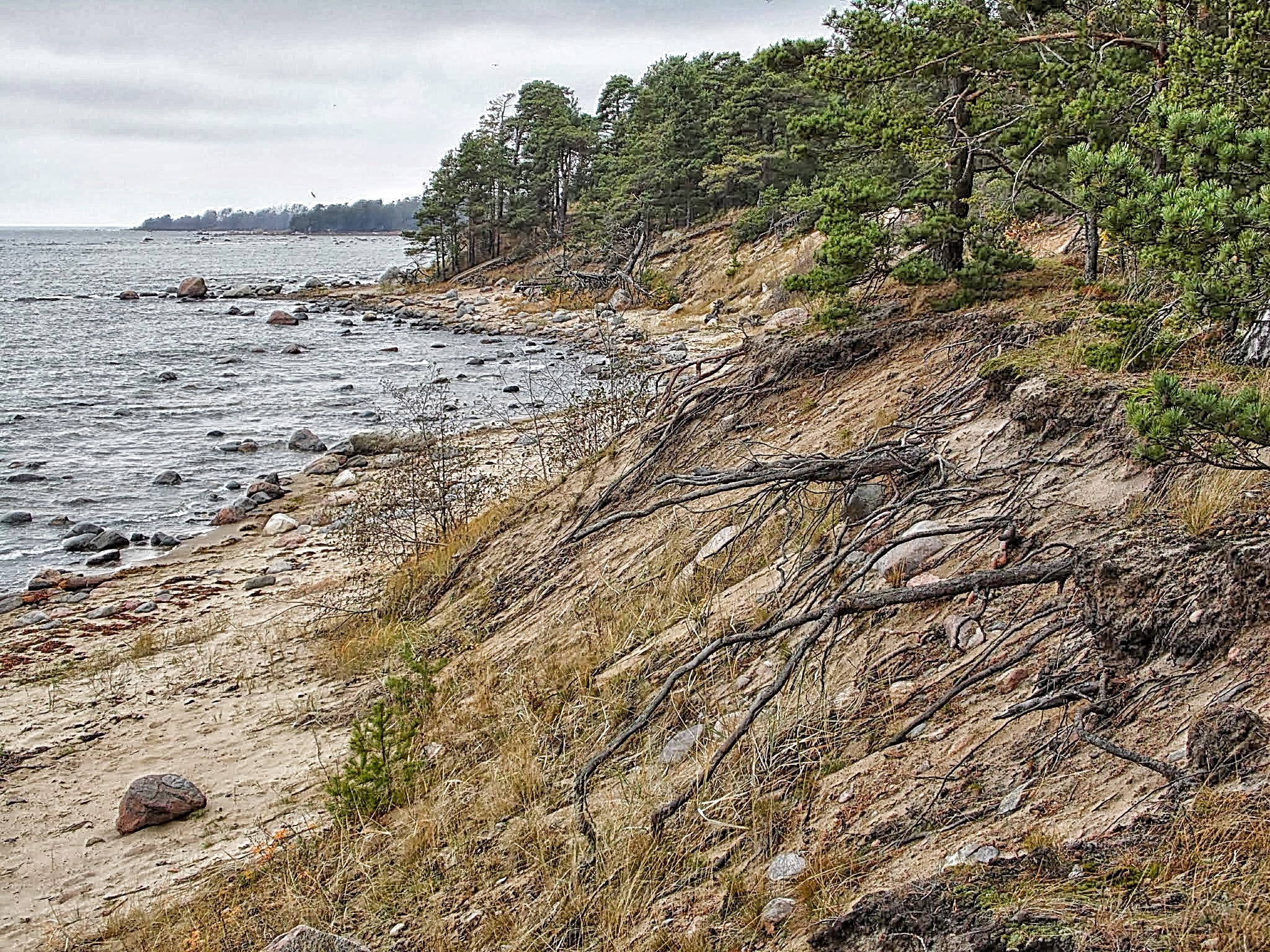
Осень в Лауласмаа